# Erechtites
 Erechtites  Raf., 1817 è un genere di piante angiosperme dicotiledoni della famiglia delle Asteraceae (sottofamiglia Asteroideae).

## Etimologia
L'etimologia del nome del genere di questa voce è dubbia. Deriva forse dal greco "erechtho" (= lacerare o spezzare) in riferimento alle foglie sezionate; oppure potrebbe derivare da Eretteo, un leggendario re di Atene.
Il nome scientifico del genere è stato definito dal botanico Constantine Samuel Rafinesque (1783-1840) nella pubblicazione " Florula Ludoviciana, or, a Flora of the State of Louisiana. Translated, Revised, and Improved, from the French of C.C.Robin, by C.S.Rafinesque. New York" ( Fl. Ludov. 65) del 1817.

## Descrizione

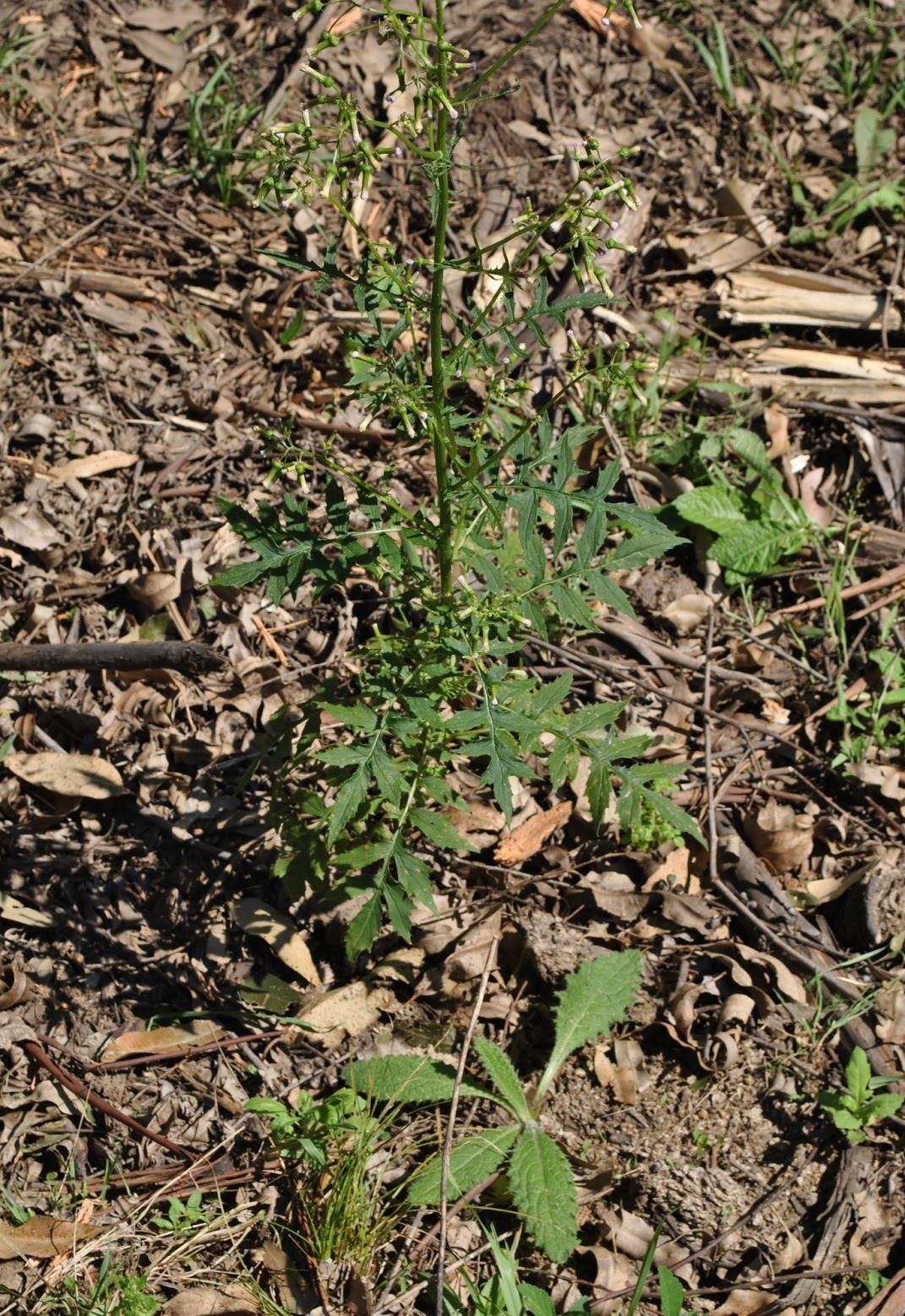
Il portamento
Erechtites valerianifolius

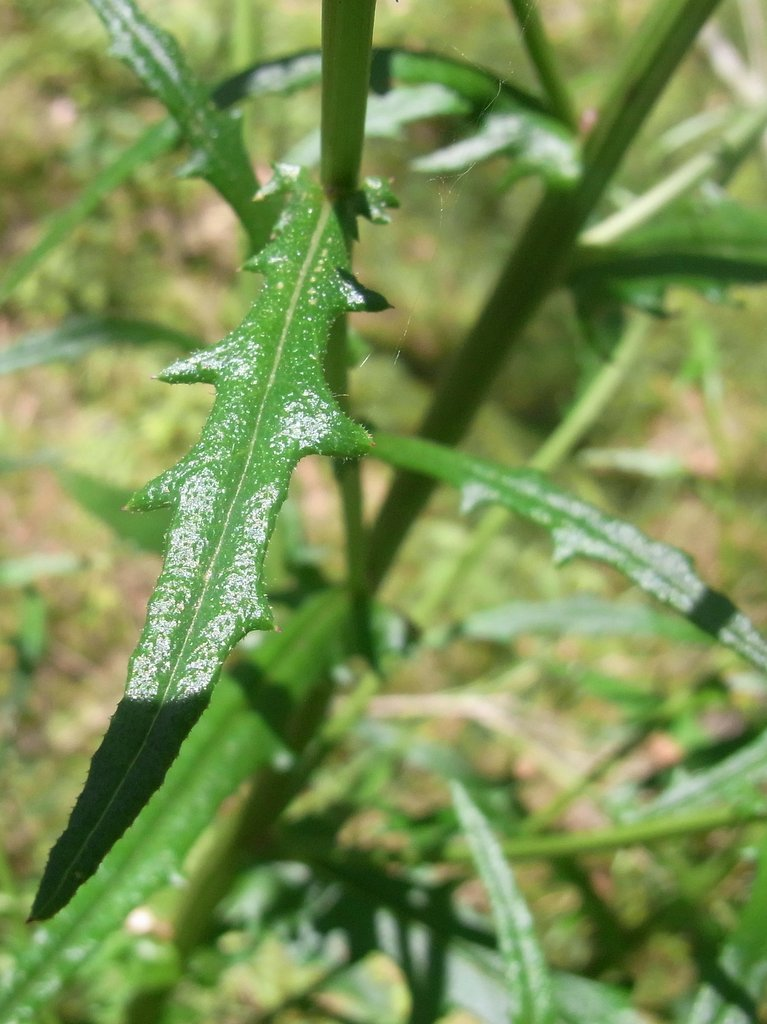
Le foglie
Erechtites hispidula

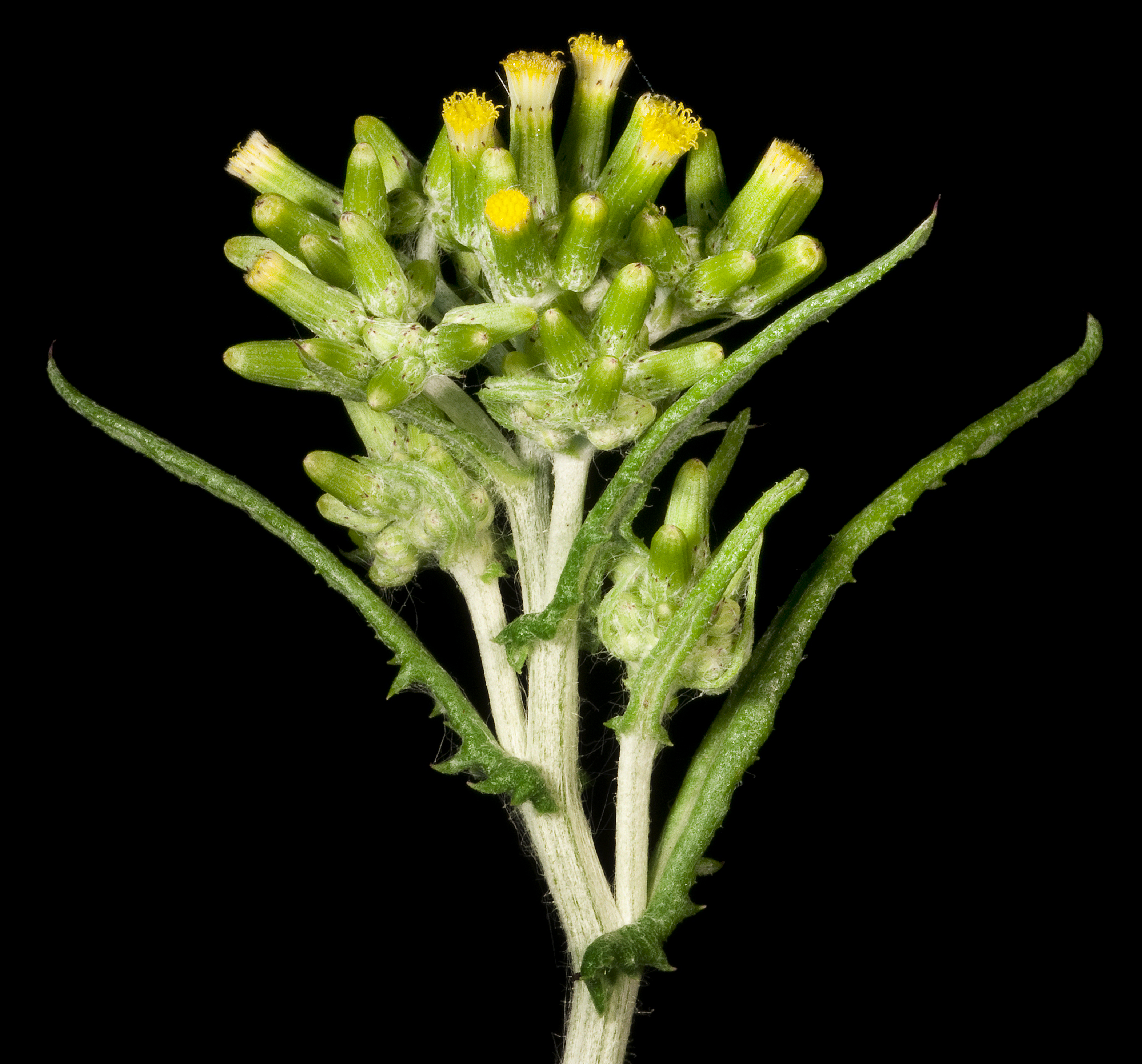
Infiorescenza
Erechtites glomerata

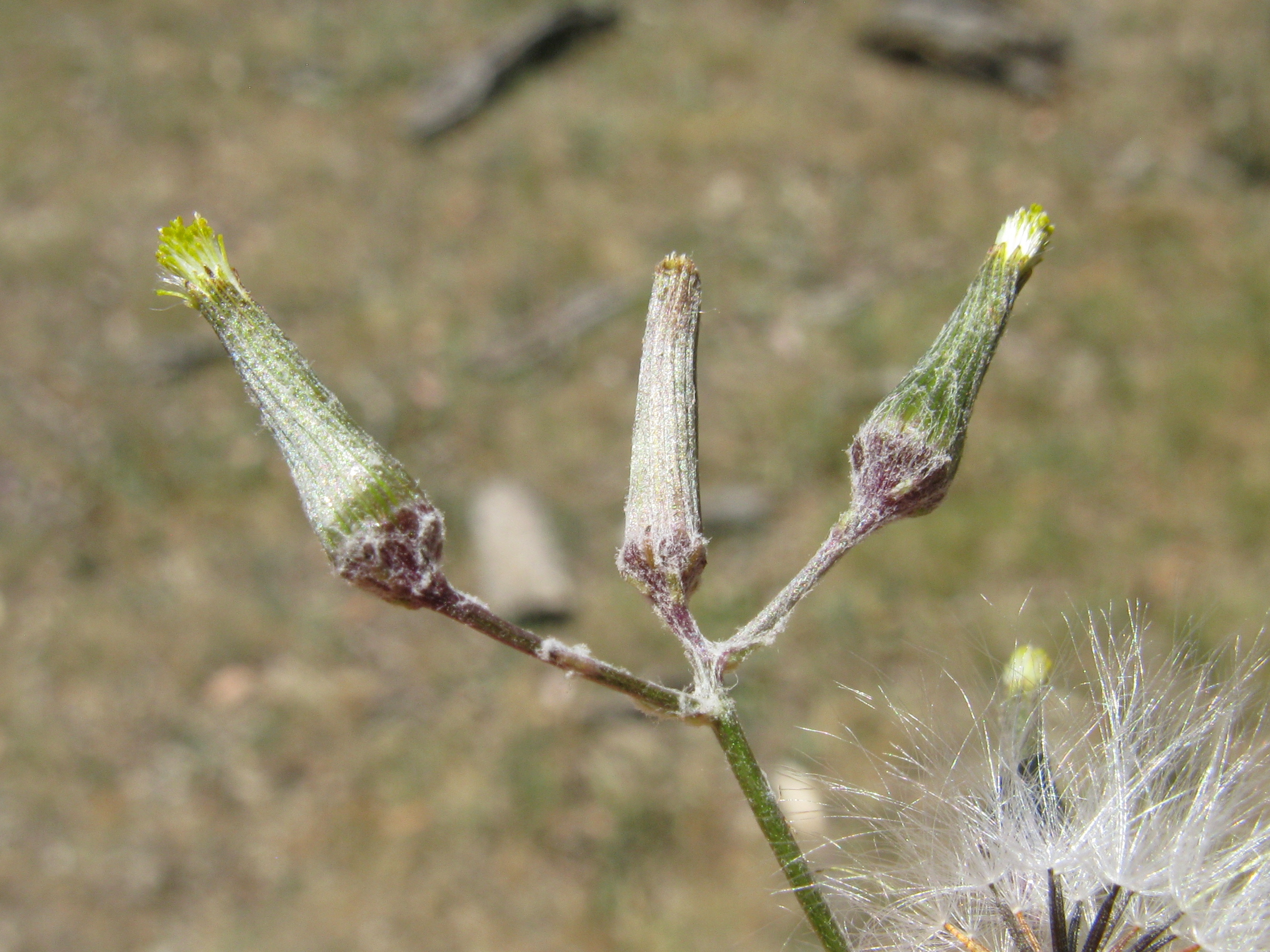
I fiori
Erechtites quadridentata

Habitus. Le specie di questo genere hanno un habitus di tipo erbaceo (annuale o perenne). Le superfici delle piante possono essere sia glabre che pubescenti (più o meno tomentose) per peli semplici. Spesso odorano di rancido e in modo pungente. Raggiungono una altezza di 20 – 200 cm.
Radici. Le radici in genere sono secondarie da rizoma e possono essere fibrose. I rizomi sono striscianti o legnosi.
Fusto. La parte aerea (di solito un solo fusto) è eretta e ramosa.
Foglie. Le foglie sia basali che cauline, disposte in modo alternato, sono sessili (picciolate quelle basali) con forme pennato-lobate o intere con contorno variabile da ovato a lanceolato. I margini sono interi o dentati o seghettati. La consistenza della foglia spesso è coriacea. Le nervature sono pennate.
Infiorescenza. Le sinflorescenze sono composte da più capolini organizzati in formazioni corimbose. Le infiorescenze vere e proprie sono formate da un capolino terminale peduncolato di tipo disciforme. Alla base dell'involucro è presente un calice formato da 1 - 6 brattee fogliacee. I capolini sono formati da un involucro, con forme da cilindriche a urceolate (ma anche turbinate), composto da diverse brattee, al cui interno un ricettacolo fa da base ai fiori di due tipi: quelli esterni del raggio e quelli più interni del disco. Le brattee, da 5 a 21, con forme da lanceolate a lineari e margini scariosi, sono disposte in modo embricato di solito su una o due serie e possono essere connate alla base. Il ricettacolo è nudo (senza pagliette a protezione della base dei fiori); la forma è convessa o piatta e a volte è alveolato. Diametro dell'involucro: 2 – 10 mm.
Fiori.  I fiori sono tetra-ciclici (formati cioè da 4 verticilli: calice – corolla – androceo – gineceo) e pentameri (calice e corolla formati da 5 elementi). I fiori del raggio (da 10 a 100 su una o tre serie) sono filiformi, zigomorfi e femminili (pistillati); mentre quelli del disco centrale (da 10 a 20) sono tubulosi e actinomorfi e sono inoltre bisessuali (ermafroditi).
- Formula fiorale:

*/x K {\displaystyle \infty }, [C (5), A (5)], G 2 (infero), achenio
- Calice: i sepali del calice sono ridotti ad una coroncina di squame.
- Corolla: nella parte inferiore i petali della corolla sono saldati insieme e formano un tubo. In particolare le corolle dei fiori del disco centrale (tubulosi) terminano con delle fauci dilatate a raggiera con cinque lobi. I lobi possono avere una forma da deltoide a triangolare-ovata. Nella corolla dei fiori periferici (ligulati) il tubo si trasforma in un prolungamento filiforme, terminante più o meno con cinque dentelli. Il colore delle corolle varia da bianco a giallastro.
- Androceo: gli stami sono 5 con dei filamenti liberi. La parte basale del collare dei filamenti può essere dilatata. Le antere invece sono saldate fra di loro e formano un manicotto che circonda lo stilo. Le antere sono senza coda ("ecaudate") oppure sono sagittate o anche minutamente auricolate; a volte sono presenti delle appendici apicali che possono avere varie forme (principalmente lanceolate). La struttura delle antere è di tipo tetrasporangiato, raramente sono bisporangiate. Il tessuto endoteciale è radiale o polarizzato. Il polline è tricolporato (tipo "helianthoid").[12]
- Gineceo: lo stilo è biforcato con due stigmi nella parte apicale. Gli stigmi sono provvisti di appendici acuminate; possono avere un ciuffo di peli radicali o in posizione centrale; possono inoltre essere ricoperti da minute papille; altre volte i peli sono di tipo penicillato. Le superfici stigmatiche sono separate o parzialmente confluenti, oppure continue.  L'ovario è infero uniloculare formato da 2 carpelli.

Frutti. I frutti sono degli acheni con pappo. La forma degli acheni è oblunga; la superficie è percorsa da 5 coste longitudinali e può essere glabra o talvolta pubescente. Possono essere presenti delle ali o degli ispessimenti marginali. Non sempre il carpoforo è distinguibile. Il colore del frutto può essere nero o bruno. Il pappo è formato da numerose (da 50 a 120) setole snelle bianche e caduche.

## Biologia
Impollinazione: l'impollinazione avviene tramite insetti (impollinazione entomogama tramite farfalle diurne e notturne).
Riproduzione: la fecondazione avviene fondamentalmente tramite l'impollinazione dei fiori (vedi sopra).
Dispersione: i semi (gli acheni) cadendo a terra sono successivamente dispersi soprattutto da insetti tipo formiche (disseminazione mirmecoria). In questo tipo di piante avviene anche un altro tipo di dispersione: zoocoria. Infatti gli uncini delle brattee dell'involucro (se presenti) si agganciano ai peli degli animali di passaggio disperdendo così anche su lunghe distanze i semi della pianta. Inoltre per merito del pappo il vento può trasportare i semi anche a distanza di alcuni chilometri (disseminazione anemocora).

## Distribuzione e habitat
Le specie di questo genere sono distribuite in America (settentrionale e meridionale, comprese le Indie Occidentali). Si trova naturalizzata (introdotta) in Europa orientale e in alcune zone dell'Asia e dell'Australia.

## Tassonomia
La famiglia di appartenenza di questa voce (Asteraceae o Compositae, nomen conservandum) probabilmente originaria del Sud America, è la più numerosa del mondo vegetale, comprende oltre 23.000 specie distribuite su 1.535 generi, oppure 22.750 specie e 1.530 generi secondo altre fonti (una delle checklist più aggiornata elenca fino a 1.679 generi). La famiglia attualmente (2021) è divisa in 16 sottofamiglie; la sottofamiglia Asteroideae è una di queste e rappresenta l'evoluzione più recente di tutta la famiglia.

### Filogenesi
Il genere di questa voce appartiene alla sottotribù Senecioninae della tribù Senecioneae (una delle 21 tribù della sottofamiglia Asteroideae). In base ai dati filogenetici la sottotribù, all'interno della tribù, occupa il "core" della tribù e insieme alla sottotribù Othonninae forma un "gruppo fratello".
I seguenti caratteri sono indicativi per la sottotribù:
- il portamento è molto vario (erbe, arbusti, liane, epifite, alberelli o alberi);
- le foglie sono sia basali che cauline disposte in modo alternato;
- sono presenti capolini sia radiati, disciformi o discoidi;
- le antere sono tetrasporangiate, raramente bisporangiate.

La struttura della sottotribù è molto complessa e articolata (è la più numerosa della tribù con oltre 1.200 specie distribuite su un centinaio di generi) e al suo interno sono raccolti molti sottogruppi caratteristici le cui analisi sono ancora da completare. Il genere di questa voce, nell'ambito della filogenesi della sottotribù, occupa una posizione abbastanza "basale" (si separato precocemente dalla sottotribù) e insieme ai generi Arrhenechthites Mattf., 1938, Dendrocacalia Nakai ex Tuyama, 1936 e Crassocephalum Moench, 1794  forma un clade ben supportato. In questo clade Crassocephalum e Erechtites formano un "gruppo fratello". A questo clade appartiene anche il gruppo "Senecio s.str." e, nidificato tra i generi Arrhenechthites e Dendrocacalia, la specie Senecio thapsoides che quindi dovrebbe essere esclusa da Senecio.
Il cladogramma seguente (semplificato) mostra l'attuale conoscenza filogenetica di questo gruppo.
|  | Erechtites     |
|  |                |
|  | Crassocephalum |
|  |                |

|  | Arrhenechthites    |
|  |                    |
|  | Senecio thapsoides |
|  |                    |
|  | Dendrocacalia      |
|  |                    |

|  | Erechtites     |
|  |                |
|  | Crassocephalum |
|  |                |

|  | Arrhenechthites    |
|  |                    |
|  | Senecio thapsoides |
|  |                    |
|  | Dendrocacalia      |
|  |                    |

I caratteri distintivi per le specie del genere  Erechtites sono:
- i capolini sono del tipo disciforme;
- i fiori periferici sono molti di tipo femminile e filiformi.

Il numero cromosomico della specie è: 2n = 40.

### Elenco delle specie
Questo genere ha 8 specie:
- Erechtites albiflorus (Sch.Bip.) Hassemer & Funez
- Erechtites goyazensis  (Gardner) Cabrera
- Erechtites hieraciifolius  (L.) Raf. ex DC.
- Erechtites ignobilis  Baker
- Erechtites leptanthus  (Phil.) Cabrera
- Erechtites missionum  Malme
- Erechtites runcinatus  DC.
- Erechtites valerianifolius  (Link ex Spreng.) DC.

### Sinonimi
Sono elencati alcuni sinonimi per questa entità:
- Neoceis Cass., 1820
- Ptileris  Raf., 1818